# بنیاد آزادی دیجیتال
بنیاد آزادی دیجیتال (به انگلیسی: Digital Freedom Foundation) یک سازمان ناسودبر است که به عنوان برگزارکننده رسمی روز آزادی نرم‌افزار، روز آزادی سخت‌افزار و سایر روزهای آزادی عمل می‌کند و نهاد قانونی‌ای است که کمک‌های مالی، قراردادهای حمایت مالی و حسابداری را مدیریت می‌کند. بنیاد آزادی دیجیتال با موفقیت وضعیت معافیت مالیاتی را در ایالات متحده به دست آورده است، جایی که به عنوان Software Freedom International ثبت شده است تا کمک‌های مالی را کسر مالیات کند.

## چشم‌انداز و اهداف
این بنیاد به دنبال توانمندسازی همگانی به منظور اتصال، ایجاد و هم‌رسانی آزاد است. بخشی از اهداف این بنیاد عبارتند از:
- تجلیل آزادی نرم‌افزار و افرادی که پشت آن هستند
- ارتقای درک عمومی از آزادی‌های دیجیتال و تشویق به‌کارگیری نرم‌افزار و سخت‌افزار آزاد و نیز استانداردهای باز
- ایجاد دسترسی برابرتر به فرصت‌ها از طریق فناوری‌های مشارکتی
- تقویت گفتگوی سازنده دربارهٔ مسئولیت‌ها و حقوق در جامعهٔ اطلاعاتی

## تاریخچه
این سازمان در سال ۲۰۰۴ با نام «آزادی بین‌المللی نرم‌افزار» (به انگلیسی: Software Freedom International) شروع به کار کرد و در سال ۲۰۰۷ به‌طور رسمی به عنوان یک مؤسسه خیریه ثبت شد. تغییر نام به «بنیاد آزادی دیجیتال» در ابتدای سال ۲۰۱۱ اتفاق افتاد که نشان دهنده سازماندهی روزهای آزادی اضافی برای روز آزادی فرهنگ، روز آزادی سخت‌افزار و روز آزادی آموزش است. سازماندهی روز آزادی مستندات که در ابتدا توسط بنیاد نرم‌افزار آزاد اروپا انجام می‌شد از سال ۲۰۱۵ به بعد به بنیاد آزادی دیجیتال محول شد.

## روزهای آزادی
«بنیاد آزادی دیجیتال» همچنین سایر رویدادهای روز آزادی را سازماندهی می‌کند:
- روز آزادی آموزش (سومین شنبه ژانویه)
- روز آزادی مستندات (آخرین چهارشنبه ماه مارس)
- روز آزادی سخت‌افزار (سومین شنبه ماه آوریل)
- روز آزادی فرهنگ (سومین شنبه ماه می)
- روز آزادی نرم‌افزار (سومین شنبه ماه سپتامبر)

## اعضای هیئت مدیره

### اعضای فعلی هیئت مدیره[۱]
- Laura Michaels از آمریکا
- Marcos Marado از پرتغال
- Ruwan Ranganath از آلمان
- Jan Huzar از چک
- Chris Valachovic از آلمان
- Jurgen Gaeremyn از بلژیک

### اعضای قبلی هیئت مدیره
- فردریک مولر (رئیس)، عضو مؤسس و رئیس سابق گروه کاربری گنو/لینوکس پکن، یکی از سازمان دهندگان بسیاری از رویدادهای بین‌المللی FOSS در چین و آسیا مانند سمپوزیوم توسعه دهندگان لینوکس (۲۰۰۸)، گنوم. نشست‌های آسیایی، OOoCon 2008، و البته رویدادهای محلی SFD. فرد همچنین یکی از سرپرستان RUR-PLE (محیط یادگیری پایتون برای کودکان) و یکی از اعضای بنیاد GNOME است.
- Pockey Lam (VP، خزانه دار)، رئیس سابق گروه کاربری گنو/لینوکس پکن، عضو مؤسس SFDChina.org, GNOME. اجلاس آسیا، انجمن OSS کالج و گروه کاربری GNOME پکن.
- جولین فورجات (مدیر)، رئیس سابق گروه کاربری گنو/لینوکس پکن
- پاتریک سینز (مدیر)
- مت اوکیست
- جی ام سی بیتانگا
- کویلیرو اوردونیز
- سیلویا ایماسو
- الکسجان کاراترو
- پیا واو (رئیس)، از لینوکس استرالیا
- هنریک نیلسن اوما از پروژه TheOpenCD
- فیل هارپر، از پروژه TheOpenCD
- بنجامین ماکو هیل، از بنیاد نرم‌افزار آزاد
- سیدسل جنسن، DKUUG
- فردریک نورونا، تیم گوا SFD
- جو اولوتواز، از خانه دانش آفریقا
- رابرت شومان، از پروژه TheOpenCD
- جان حصار
- مصطفی آهنگرها از ایران